# Lillian Gish
Lillian Gish (n. 14 octombrie 1893, Springfield⁠(d), Ohio, SUA – d. 27 februarie 1993, New York City, New York, SUA), pe numele adevărat Lillian Diana De Guiche, a fost o actriță americană de teatru și film. A jucat pe scenă de la 6 ani cu numele artistic Alice Niles.
Debutează în cinema în 1912, sub conducerea lui D. W. Griffith realizând, în perioada de aur a filmului mut, cele mai importante creații din strălucita ei carieră. Este prezentă în cele mai mari opere ale genialului regizor. Făptura ei încântătoare – întruchipare a inocenței – a conferit rolurilor o forță dramatică plină de patetism.

## Biografie
Născută într-o familie engleză emigrată în America în 1632, de fapt un amestec de  emigranți scoțieni, irlandezi și francezi, Lillian Gish numără printre strămoși pe cel  de-al doisprezecelea președinte american, Zachary Taylor.
În 1902 începe să joace teatru în compania mamei sale și a surorii mai mici, Dorothy Gish, împinse de nevoi (tata le părăsise) și expunându-se dezonoarei într-o societate încă încorsetată, ce privea meseria de actriță ca pe o ocupație oarecum degradantă. Joacă astfel timp de mai mulți ani cu o companie itinerantă și participă chiar la un turneu cu una din cele mai renumite actrițe ale scenei franceze timpurii, Sarah Bernhardt. Lillian a fost pe Broadway între 1913 și 1976.  
Ea face parte din douăzeci și nouă de producții, printre care : Unchiul Vania de Cehov, de două ori, în 1930 și 1973, o operetă în 1965, o comedie muzicală – ultima ei apariție pe Broadway – în 1975 și 1976. Actriță exigentă, mereu în căutarea noului, Lillian Gish acceptă s-o interpreteze pe Lizzie Borden, un rol extrem de dur, însă este împiedicată, spre marele ei regret, de a crea Arsenic și dantelă veche (Arsenic and Old Lace), pe care autorii i-au propus-o. Va avea șansa de a juca în varianta filmică a piesei, din 1969.

## Debutul
Lillian și Dorothy Gish debutează în cinema în 1912. Surorile sunt recomandate de Mary Pickford, deja vedetă pe atunci, realizatorului David Wark Griffith. Surorile rămân de acum înainte în echipa viitorului inventator al Hollywoodului modern. Lillian mai ales, arată cu fiecare film în care joacă un talent interpretativ excepțional. 
În era regizorilor de film americani inaugurată de Griffith și alți câțiva, aceștia își administrează turnările așa cum făceau directorii de teatru itinerant de odinioară. Regizorul este autor total și totul se petrece în familie; chiar dacă e plătită corespunzător, vedeta de azi devine figuranta de mâine, iar numele interpreților nu apare încă pe generic (din fericire pentru «onoarea» actrițelor care în acele timpuri nu aveau o reputație bună). Apare doar numele regizorului. Coeziunea acestor trupe este atât de mare, încât atunci când D.W. Griffith schimbă studioul, cei mai mulți colaboratori îl urmează.
Este o epocă minunată de formare și creație pentru Lillian și ceilalți pionieri ai cinematografului american, fără ego ori constrângere financiară excesivă. Lillian Gish, Blanche Sweet, Mae Marsh printre altele, își împart rolurile feminine. Viitoarele personalități ale Hollywoodului se formează în timpul filmărilor: Mack Sennett, W. S. Van Dyke, Raoul Walsh, Elmo Lincoln (faimos după rolul din Tarzan of the Apes din  1918)... Curând intervine seismul numit Nașterea unei națiuni ( The Birth of a Nation 1915), filmul care a transformat Hollywoodul în industrie. Filmul a fost controversat deoarece a promovat supremația albilor și a făcut un portret pozitiv Ku Klux Klan-ului, pe care i-a ridicat la rang de eroi. În acest film, Lillian este Elsie Stoneman, tânără sudistă răpită de sclavii eliberați. 
Tot ea este personajul care leagănă un copil după fiecare episod al monumentalului Intoleranță (Intolerance 1916) întruchipând mama omenirii. Dintre capodoperele care urmează, putem aminti Crinul zdrobit, Cele două orfeline, Drumul spre est ... Tragediană juvenilă, eroină pură și curajoasă, actrița devine, grație melodramelor flamboiante ale maestrului, «Eleonora Duse a ecranului». Și totuși, zvonul potrivit căruia Griffith a inventat gros-planul în onoarea muzei sale, Lillian, este fals. În timpul acestei perioade  de libertate și entuziasm, Gish îl recomandă pe prietenul ei, actorul italian, Rudolph Valentino lui Griffith, dar acesta din urmă respinge sfatul, lăsând altora grija de a-l încorona pe cel care, a devenit apoi cea mai populară stea de cinema a anilor ’20. Actrița Lillian Gish ajunge chiar să regizeze un film, Remodeling Your Husband, cu Dorothy ca interpretă, în 1920.

## Epoca studiourilor

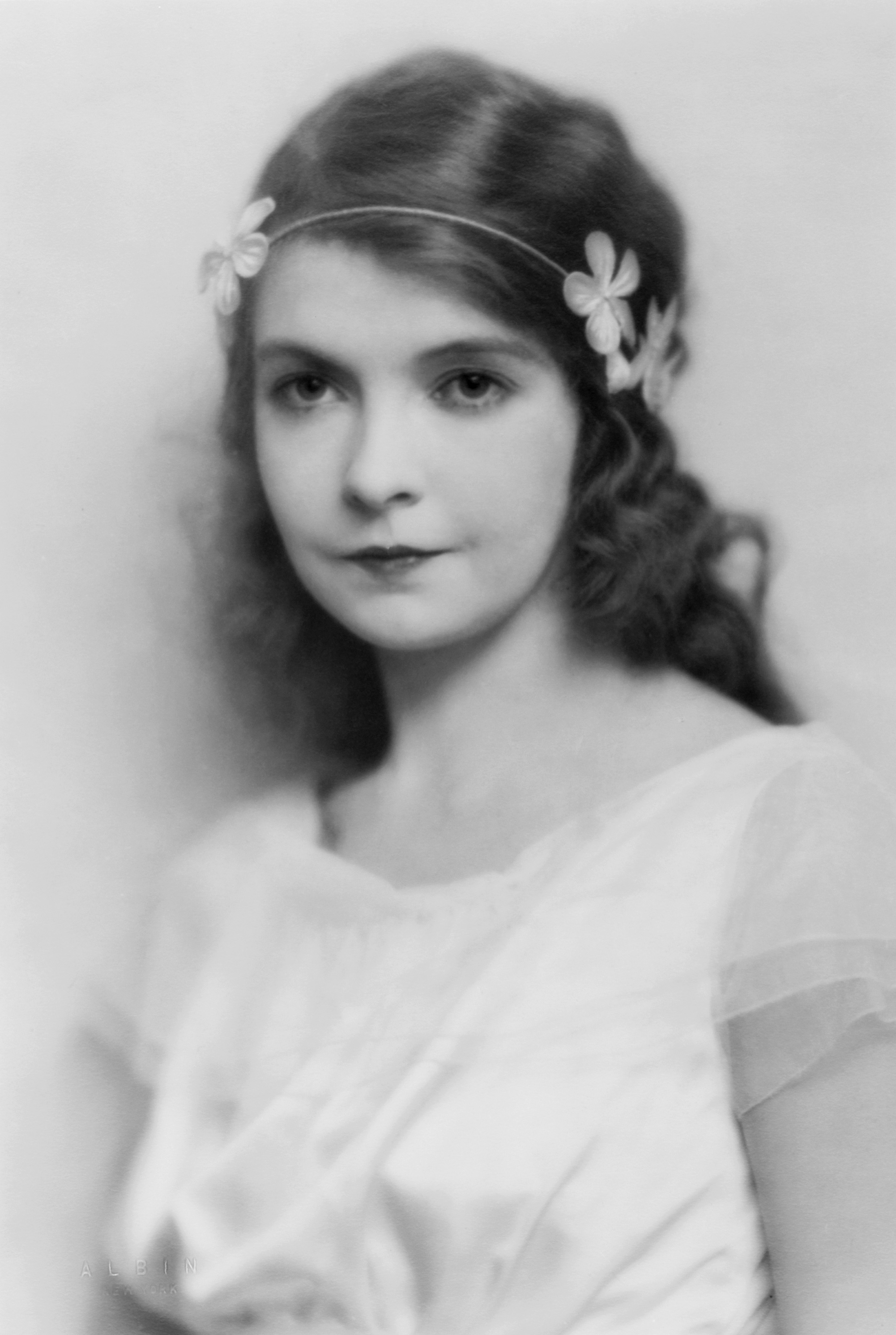
Lillian Gish în 1922

Dezvoltarea studiourilor și a star-sistemului îi exilează treptat pe realizatori în planul doi. O nouă generație se impune. Lillian Gish și d-l D.W. Griffith își întrerup colaborarea artistică: mentorul o sfătuiește pe actriță să-și diversifice cariera, în timp ce, pentru el începe un lent și dureros declin. Pentru compania «Inspiration» Gish joacă o călugăriță stigmatizată în Sora albă  și o doamnă din Renașterea italiană în Romola, amândouă producțiile semnate Henry King. Gish este cea care îl alege pe actorul  britanic Ronald Colman, pe atunci necunoscut, drept partener, aducându-l în America. Producătorii săi îi refuză proiectul de adaptare pentru Romeo și Julieta turnat chiar la Verona, sub pretext că numele lui Shakespeare îi face pe americani să fugă. 
Ea acceptă mai târziu propunerea princiară venită din partea studioului MGM și a patronului său Louis B. Mayer, care s-a îmbogățit mulțumită drepturilor de exploatare a filmului Nașterii unei națiuni. Devine starul numărul unu al firmei, liberă să-și aleagă subiectele și regizorii. Inaugurează noul angajament imortalizând-o pe Mimi în Boema, regizată de King Vidor. În ciuda succesului și a calității acestei producții,  MGM Studio demarează discret o campanie de presă destinată să distrugă cariera costisitoarei și independentei sale vedete. Louise Brooks a povestit ce s-a petrecut: avându-l ca partener pe John Gilbert, nou june prim, în Boema, o anumită presă, finanțată de Mayer, insinuează că impetuosul debutant îmbătrânește jocul lui Lillian Gish. Aceeași presă o compară pe Lillian, atât de pură, cu artista de cabaret, Barbara La Marr, de curând promovată la rangul de femeie fatală a studioului, cu rolul Milady din Cei trei mușchetari. Comparația are rolul de a o pune în inferioritate pe marea Lillian, într-o evidentă încercare de a o îngropa de vie. Însă actrița Barbara Lamarr moare subit, lăsându-și neconsolat protectorul.
Lillian Gish reușește încă să monteze și să joace două capodopere realizate de suedezul Victor Sjöström: Litera stacojie (The Scarlet Letter) 1926, după Nathaniel Hawthorne și minunatul film Vântul (The Wind) 1928, a cărui lansare a fost sabotată. În cele din urmă actrița hotărăște să ceară întreruperea contractului și Mayer o înlocuiește, pentru următorul mare film – Anna Karenina – Cu Greta Garbo, o actriță de douăzeci de ani, care - pe atunci - nu stăpânea prea bine engleza.  

## Retragerea

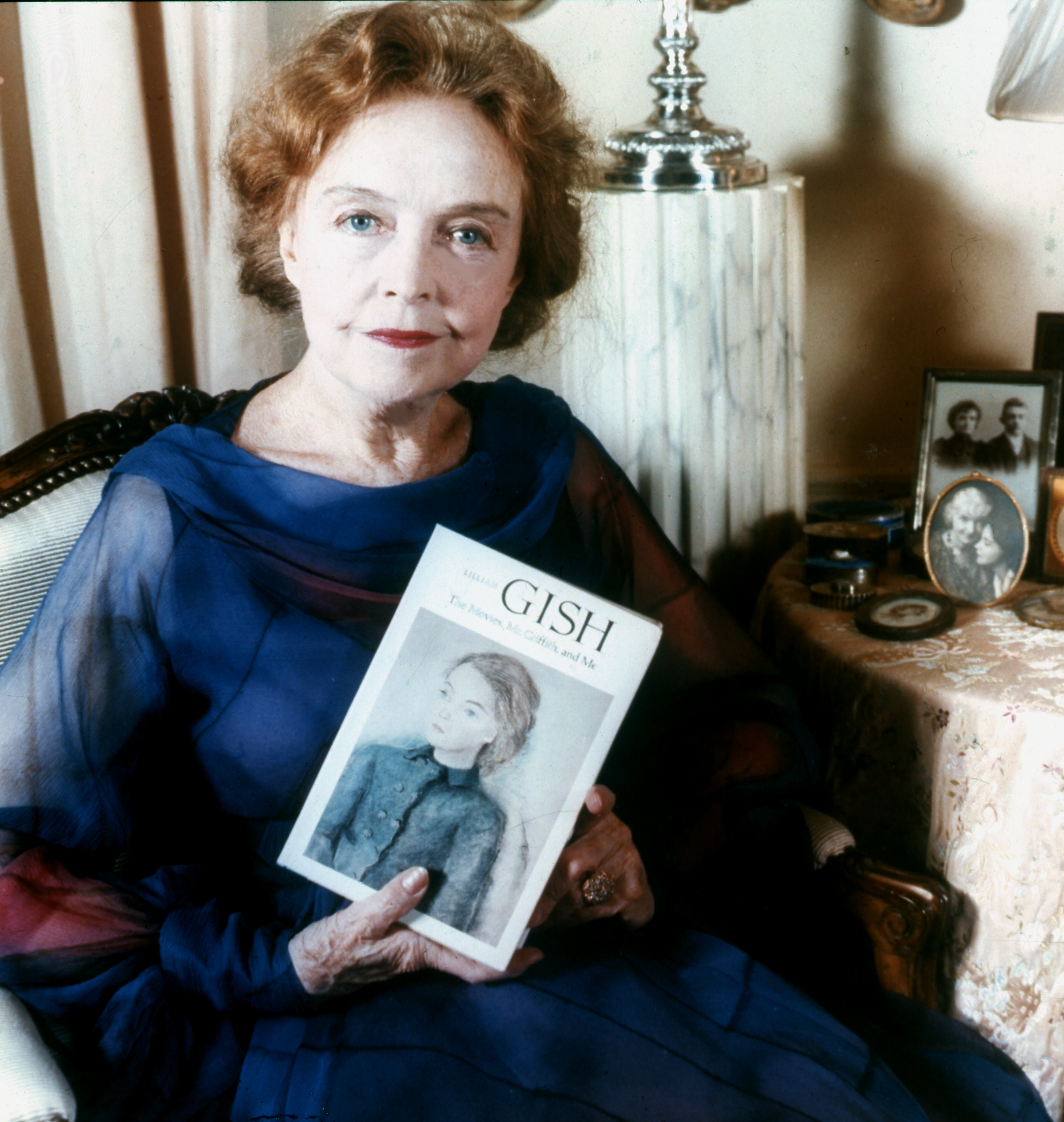
Lillian Gish în 1973

Deși starului nu-i lipsesc propunerile la Hollywood, dar și pentru că anumite griji o îndepărtează de ecran, Lillian Gish va prefera scena în cea mai mare parte a anilor 1930 și în prima parte a anilor 1940. Revine la ecran în roluri secundare, uneori marcante. Astfel, joacă în Duel în soare în regia lui King Vidor și în Vântul câmpiei al lui John Huston, unde se regăsește cu Lionel Barrymore, care îi fusese partener la producțiile lui D.W. Griffith. Printre altele, lui Huston nu-i vine să creadă că o vede trăgând mai iute decât Burt Lancaster. 
Gish mai joacă în Pânza de păianjen de Vincente Minelli și în Comedianții al lui Peter Glenville, alături de Elizabeth Taylor și Richard Burton. Marele regizor Charles Laughton îi oferă un rol pe măsură într-o operă demnă de trecutul ei, o femeie pură și curajoasă în Noaptea vânătorului, din 1955. 
Mai târziu Robert Altman îi va adresa un omagiu „vibrant” în Nunta (1978), iar Gish, la rândul ei, îi va da replica unei alte legende, mai agresivă de data asta – Bette Davis. Sfânta Lillian a lăsat să-i scape că există pe lume și persoane nu prea drăguțe ...
În cariera sa cinematografică, Lillian Gish mărturisea două regrete, două proiecte îndelung gândite și niciodată realizate, adaptarea lui Peter Pan, pentru care primise acordul autorului și o Ioana d’Arc regizată de francezul Abel Gance. 
În culmea gloriei, actrița americană a întâlnit mari personalități și a inspirat numeroși artiști și scriitori. Francis Scott Fitzgerald, de exemplu, era unul din cei mai mari fani ai săi. Printre pionierii cinematografiei, ea a contribuit enorm la edificarea noii arte, luptând mult, de asemenea, pentru conservarea filmelor mute. S-a stins aproape centenară, în februarie 1993, la New York, după 88 ani de carieră ca actriță, din care 75 ani de cinema, ani în care a lucrat cu cei mai mari realizatori ai vremii. 			

## Filmografie
- 1912 – Un dușman nevăzut (An Unseen Enemy) de D.W. Griffith
- 1913 – Judith din Bethulia (Judith of Bethulia) de D.W. Griffith
- 1915 – Nașterea unei națiuni (The Birth of a Nation) de D.W. Griffith
- 1916 – Intoleranță (Intolerance) de D.W. Griffith
- 1918 – Hearts of the World (Inimile lumii) de D.W. Griffith
- 1919 – Broken Blossoms (Muguri zdrobiți) de D.W. Griffith
- 1920 – Way Down East (Drumul spre est) de D.W. Griffith
- 1921 – Orphans of the Storm (Cele două orfeline) de D.W. Griffith
- 1923 – The White Sister (Sora albă) de Henry King
- 1924 – Romola de Henry King
- 1926 – Boema de King Vidor
- 1926 – Litera stacojie (The Scarlet Letter) de Victor Sjöström
- 1928 – The Wind (Vântul) de Victor Sjöström
- 1930 – One Romantic Night (Nopți de dragoste), r. Paul L. Stein
- 1934 – His Double Life (Moartea civilă), de A. Hopkins și Cecil B. DeMille
- 1942 – Commandos Strike at Dawn (Comandanții atacă în zori), r. John Farrow
- 1946 – Duel in the Sun (Duel în soare) de King Vidor
- 1948  -  Portrait of Jennie ( Portretul lui Jennie) de William Dieterle
- 1955 – The Cobweb (Pânza de păianjen) de Vincente Minnelli
- 1955 - Noaptea vânătorului de Charles Laughton
- 1958 – Orders to Kill (Ordin să ucizi) de Anthony Asquith
- 1964 – Hallelujah the Hills (Aleluia dealuri), r. Adolphas Mekas
- 1967 –  Comedianții (The Comedians), regia Peter Glenville
- 1969 – Arsenic and Old Lace (Arsenic și dantelă veche), r. Robert Scheerer
- 1977 – Twin Detectives (Detectivi gemeni), r. Robert Day
- 1978 – A Wedding (O nuntă) de Robert Altman
- 1981 – Thin Ice , r. Paul Aaron
- 1983 – Hobson’s Choice, r. Gilbert Cates
- 1984 – Hambone and Hillie (Hambone și Hillie), r. Roy Watts
- 1985 – Adventures of Huckleberry Finn, r. Peter H. Hunt
- 1986 – Sweet Liberty (Dulce libertate), de Alan Alda
- 1987 – The Whales of August de Lindsay Anderson